# 珍妮·吉耶曼
珍妮·吉耶曼（1943年3月6日—2019年11月15日）是一位美国醫療人類學家和作家，先后在波士顿学院和麻省理工学院任教，关注生物武器议题，主要作品有《生物武器：从国家赞助的研制计划到当代生物恐怖活动》（Biological Weapons: From the Invention of State-sponsored Programs to Contemporary Bioterrorism）等。